# 第一代罗瑟米尔子爵哈罗德·哈姆斯沃思

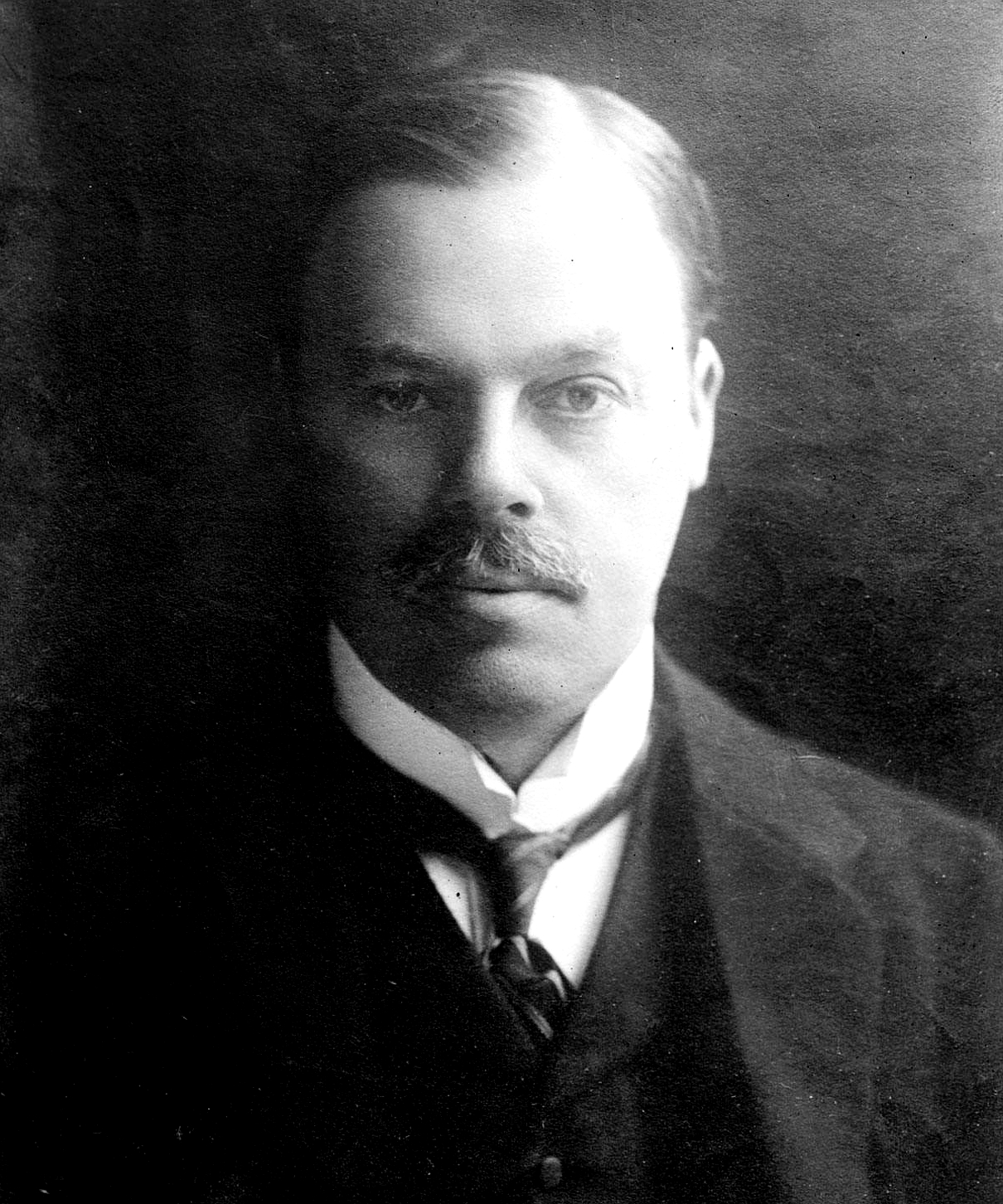
第一代罗瑟米尔子爵哈罗德·哈姆斯沃思

第一代罗瑟米尔子爵哈罗德·哈姆斯沃思（1868年4月26日 - 1940年11月26日）是英国报纸業者。他与兄弟第一代諾思克利夫子爵艾爾弗雷德·哈姆斯沃思一同创办了每日郵報和每日镜报。
20世纪20年代，他支持墨索里尼以及向羅馬進軍。他還主張取締英國工黨，反對对社会主义者做出任何让步。1930年代，他支持德国和英国建立更緊密的关系，並且公开支持法西斯主义、納粹德國、不列顛法西斯聯盟以及綏靖政策。即使在第二次世界大戰爆發後，第一代罗瑟米尔子爵哈罗德·哈姆斯沃思依然支持納粹德國。結果1939年底至1940年初第一代罗瑟米尔子爵哈罗德·哈姆斯沃思離開英國並且再也沒有回到英國。第一代罗瑟米尔子爵哈罗德·哈姆斯沃思坚信纳粹德国会赢得战争，并认为剛剛就任英國首相的丘吉尔應該寻求對德和平，但他沒有這麼做，這一表現很愚蠢。